# Планетарій Карла Цайсса (Штутгарт)
Планетарій Карла Цайсса (нім. Carl-Zeiss-Planetarium) — великий планетарій у Німеччині, розташований у Шлоссгартені в місті Штутгарт. Планетарію також підпорядкована Вельцгеймська обсерваторія.

## Історія

### Перший планетарій (1928—1943)
16 травня 1928 року відкрився перший Штутгартський планетарій, який містився в куполі на будівлі Гінденбургбау. Ініціював його створення астроном і педагог Роберт Генселінг (1883—1964). Планетарій був обладнаний проєктором Zeiss Model II. Планетарій був розрахований на 450 відвідувачів, а діаметр купола становив 25 метрів. 17 червня 1943 року міська рада Штутгарта вирішила закрити планетарій, демонтувати та перенести проєктор. Гінденбургбау було зруйновано під час авіанальотів у лютому та березні 1944 року. Старий проєктор планетарію тепер можна побачити біля кас нового планетарію.

### Другий планетарій (1977)

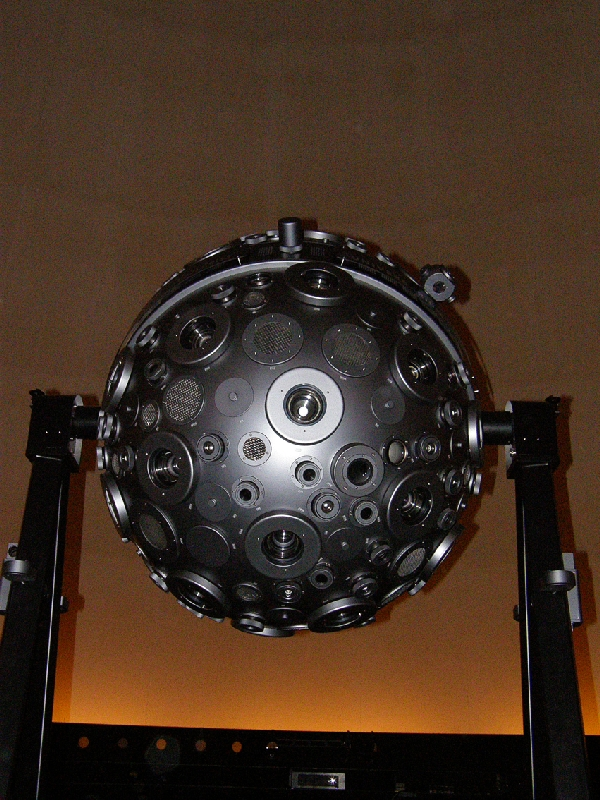
Новий проєктор

Створення сучасного планетарію у Штутгарті почалося з проєктора Zeiss VI A, подарованого місту Штутгарту Фондом Карла Цайсса у 1969 році. Літера «A» у типі проєктора означає «автоматичний» — цей проєктор був єдиним проєктором фірми Carl Zeiss з автоматичною системою. Будівництво планетарію почалося в 1975 році завдяки підтримці численних меценатів. Будівля, спроєктована Вільфрідом Бек-Ерлангом, була відкрита в 1977 році. 3 грудня 1988 року, у 13-ту річницю смерті Карла Цайсса, Штутгартський планетарій було перейменовано на Планетарій Карла Цайсса.
Через майже 25 років у 2001 році проєктор замінили на останню модель Zeiss Universarium IX. Від 1996 року в планетарії демонструють лазерні шоу, які тепер є постійною частиною програми. Від 2007 року планетарій має повнокупольну лазерну систему. Від 2009 року працює експериментальна відеопроєкційна система, здатна показувати повнокупольні фільми.
Директором-засновником планетарію був Ганс-Ульріх Келлер, який очолював планетарій до 2008 року.

### Нереалізовані плани перенесення
На середину 2011 року планували відкриття нового наукового центру з планетарієм у Бад-Каннштатті, поблизу Некарпарку, натомість як нинішня будівля планетарію мала стати інформаційним центром для будівництва залізничного проєкту Штутгарт 21. Після тривалого обговорення міська рада Штутгарта 18 грудня 2009 року вирішила відмовитися від наукового центру в Бад-Канштатті та проголосувала за модернізацію нинішнього планетарію. У 2013 році міська рада вирішила, що планетарій залишиться в теперішньому місці незалежно від того, чи буде колись побудований науковий центр у Бад-Каннштатті.

### Ремонт 2015—2016

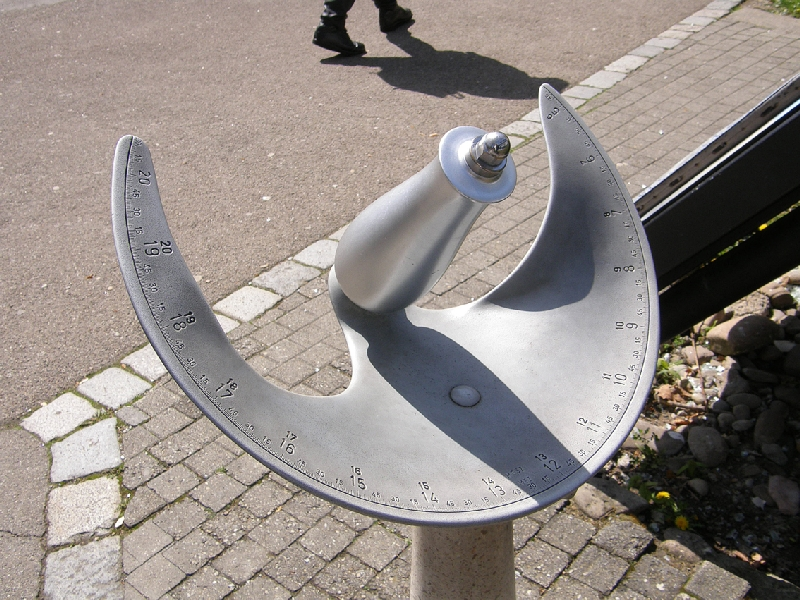
Сонячний годинник перед будівлею

Від 30 березня 2015 року по 22 квітня 2016 року в планетарії проводився капітальний ремонт. Зокрема, було встановлено повнокупольну проєкційну технологію. На реконструкцію міський бюджет Штутгарта виділив 2,74 мільйона євро.
До осені 2020 року під планетарієм проходив канал Незенбах, лише за кілька метрів від ями для проєктора планетарію. У зв'язку з проєктом залізниці Штутгарт 21 Незенбах провели іншим маршрутом і старий канал знесли. Секція під планетарій була збережена й замурована з обох кінців.

## Робота планетарію
Програма регулярних заходів планетарію змінюється щокварталу. Щотижня відбувається від 20 до 25 заходів, приблизно половина з яких підходить для дітей. На додаток до астрономічних тем, проводяться деякі спеціальні події, такі як жива музика або інтерактивні заходи, на яких відвідувачі можуть керувати шоу за допомогою своїх смартфонів.
Купольний зал (до 270 осіб) і зал Кеплера (до 138 осіб) також використовують для корпоративів та інших подібних заходів.